# Шатало
«Шата́ло» — российский мультфильм Алексея Дёмина по рассказам Юрия Коваля, снят в 2010 году в рамках цикла «Русская классика детям» студии «Анимос».

## Сюжет
Сюжет основан на миниатюре «Шатало» и рассказах из цикла «Чистый Дор» («Нюрка», «Вода с закрытыми глазами»).
В деревне живёт чёрный кот по прозвищу Шатало. Он любит бродить возле колодца-журавля, а местные жители гоняют его, считая, что он приносит несчастье — то кто-нибудь споткнётся с полными вёдрами, то в колодец что-нибудь уронит. Только Нюрка, первоклассница, иногда кормит Шатало. Она смотрит на жителей деревни в бинокль, подаренный ей к школе, и рассуждает о том, будут ли все плакать, если она умрёт. Однажды Шатало берут с собой рыбаки (на вёдрах, которые они несут, написано «SUER-W…»), думая, что он им принесёт счастье.
Не  знаю уж,  принес он им счастье или нет. А  мы теперь по воду легко ходим, без задержки. Да что-то вроде вода не та стала. Или чай не такой? Не заваристый, что ли?

## Создатели
- Режиссёр — Алексей Дёмин
- Сценарист — Алексей Дёмин
- Художник-постановщик — Алексей Дёмин
- Аниматоры: Екатерина Бойкова, Светлана Зимина, Дмитрий Новосёлов, Евгений Иванов, Надежда Лемина, Алексей Дёмин
- Художники: Ирина Дымич, Вера Пиунова, Светлана Сбитнева, Виктория Тертый-Оол
- Компьютерная сборка и обработка: Пётр Захаржевский, Максим Должанский
- Звукорежиссёр — Виктор Брус
- Продюсер — Тенгиз Семёнов
- Роли озвучивали — Илль Кривалёва, Александр Клюквин, Мария Клюквина
- Создатели приведены по титрам мультфильма.

## Награды
- 2011 — Фильм вошёл в конкурсную программу 16-го Открытого российского фестиваля анимационного кинофестиваля Суздале[1], был награждён призом «За лучшую драматургию» и занял первое место в профессиональном рейтинге фестиваля[2].
- 2011 — Кинофестиваль «Окно в Европу». Диплом: За мастерство и лаконичность художественных средств — Алексею Дёмину[3].
- 2011 — Премия Гильдии киноведов и кинокритиков России «Белый слон» за лучший анимационный фильм — фильму «Шатало» (реж. Алексей Дёмин)[4]